# Mosjøen (stacja kolejowa)
Mosjøen – stacja kolejowa w Mosjøen, w regionie Nordland w Norwegii, jest oddalona od Trondheim o 406,01 km. Jest położona na wysokości 6,8 m n.p.m.

## Ruch dalekobieżny
Leży na linii Nordlandsbanen. Stacja przyjmuje sześć par połączeń dziennie a trzy jadą dalej do Trondheim.

## Obsługa pasażerów
Poczekalnia, kasa biletowa, automat biletowy, parking na 100 miejsc, parking rowerowy, ułatwienia dla niepełnosprawnych, pokój obsługi niemowląt, schowki bagażowe, restauracja, przystanek autobusowy, postój taksówek.